# Przepowiednia żab
Przepowiednia żab (fr. La Prophétie des grenouilles, ang. Raining Cats and Frogs) – francuski film animowany z 2003 roku w reżyserii Jacques'a-Remy'ego Girerda.

## Opis fabuły
Ziemię ma nawiedzić powódź. Żaby przeczuwają katastrofę i próbują ostrzec ludzi przed grożącym im niebezpieczeństwem. Tylko Ferdinand i Juliette, wraz ze swoimi adoptowanymi dziećmi oraz zwierzętami, postanawiają schronić się w olbrzymiej stodole. Wkrótce zaczyna brakować im pożywienia.

## Obsada
- Michel Piccoli – Ferdinand
- Laurentine Milebo – Juliette
- Annie Girardot – Słonik
- Luis Rego – René Lamotte
- Jacques Ramade – Świnie
- Pierre-François Martin-Laval – Żyrafa
- Jacques Higelin – Lew
- Kevin Hervé – Tom
- Anouk Grinberg – Żółw
- Manuela Gougary – Pani Lamotte
- Coline Girerd – Lili
- Michel Galabru – Słoń
- Romain Bouteille – Wilk
- Bernard Bouillon – Lis
- Raquel Esteve Mora – Żaba #1
- Patrick Eveno – Kot Bernard
- Véronique Groux de Miéri – Żaba #2
- Roseline Guinet – Żaba #3
- Jacques Kessler:
  - Królik
  - Głos z nieba
- Georgia Lachat:
  - Koza
  - Żaba #4
- Françoise Monneret:
  - Kotka
  - Żaba #5
- Gilles Morel:
  - Krokodyle
  - Koń
- Bénedicte Serre – Żaba #6
- Line Weble:
  - Krowa
  - Żaba #7
- Jean-Pierre Yvars – Tygrys

## Wersja polska
Opracowanie: Telewizja Polska

Reżyseria: Andrzej Bogusz

Dialogi: Anna Zamęcka

Teksty piosenek: Krzysztof Rześniowiecki

Dźwięk i montaż: Urszula Bylica

Kierownik produkcji: Anna Jaroch

Wystąpili:
- Elżbieta Kijowska – Juliette
- Marek Barbasiewicz – Ferdynard
- Joanna Orzeszkowska – Żółw
- Hanna Kinder-Kiss – Tom
- Krystyna Kozanecka – Lili
- Zygmunt Sierakowski – Słoń Roger
- Jolanta Wołłejko – Słonica Denise
- Włodzimierz Press – Lew
- Artur Kaczmarski – Tygrys
- Marcin Przybylski – mąż Luizy
- Krzysztof Strużycki – Lis
- Anna Gajewska:
  - Luiza
  - Kosmatka
- Marcin Hycnar – Wilk
- Andrzej Bogusz – Koń
- Joanna Pach – Koza
- Tomasz Steciuk

i inni